# Château de Beauregard (Saint-Avé)
Pour les articles homonymes, voir Château de Beauregard.
Le château de Beauregard (ou manoir de Beauregard) est une demeure de Saint-Avé (Morbihan), datant majoritairement des XVIIIe et XIXe siècles.

## Localisation
Le château est situé à l'est du bourg de Saint-Avé, sur une hauteur permettant d'apercevoir le golfe du Morbihan, distant d'une douzaine de kilomètres à vol d'oiseau.

## Histoire
Le château de Beauregard actuel date du milieu du XVIIIe siècle. Il a été construit sur le site d'un ancien manoir, le manoir de Kerspihuiry, qui appartenait à Pierre Rolland en 1514. Les derniers vestiges de cette demeure primitive ont disparu au XIXe siècle à l'occasion de nouveaux travaux d'agrandissement.
L'édifice a ensuite appartenu:

- à la famille de Montigny aux XVIIe et XVIIIe siècles,
- à la famille Le Prestre de Châteaugiron de 1783 à 1793,
- à la famille Quermeleuc de 1793 à 1831,
- à Achille Vigier, qui le rachète en 1831 alors qu'il est élu député du Morbihan[3]. La Révolution de 1848 lui fait perdre son siège. Il vend alors le château
- à l'avocat Charles Aubert de Courcerac (1810-1871) qui y décède. Ses enfants vendent la propriété après le décès de leur mère
- à l'architecte Lucien Douillard le 15 janvier 1878 qui effectue d'imposants travaux avant de le céder à son gendre le marquis Guyot d'Asnières de Salins en 1883.
- à la  famille Guyot d'Asnières de Salins de 1883 à 2014

Une chapelle privée existait aujourd'hui disparue. Celle-ci a été transférée à une date inconnue dans le transept nord de l'église paroissiale de Saint-Avé en même temps que la chapelle de ses voisins du manoir des seigneurs Lesnevé transférée elle dans le transept sud. La possession d'une chapelle supposait en effet l'entretien d'un chapelain qu'ont ainsi pu "mutualiser" les deux seigneurs voisins tout en participant à l'entretien de leur église paroissiale. La chapelle en ruine a été rasée et remplacée lors des travaux effectués par Lucien Douillard par un oratoire dans le château ainsi que par une reproduction de la grotte des apparitions de Lourdes dans le parc, aujourd'hui disparus.
Le 14 février 1800, il a servi de cadre à la signature du traité de pacification de la Bretagne par le général chouan Georges Cadoudal et le général de la république Guillaume Brune.
Depuis 1999, il accueille des réceptions. En septembre 2014, il est acquis par le transporteur Rouxel, dans le but d'y installer son siège social.

## Description
Le château est en forme de L et possède deux étages. 